# Compagnia di San Paolo (istituto secolare)
La Compagnia di San Paolo (sigla: CSP) è un istituto secolare di diritto pontificio nato nel 1920 per iniziativa del sacerdote don Giovanni Rossi e con l'approvazione del beato cardinale Andrea Carlo Ferrari, arcivescovo di Milano.

## Storia
Il nucleo originario della Compagnia era formato da laici e sacerdoti.
Nell'arco di un decennio la Compagnia di San Paolo incontra notevoli adesioni, e conosce un grande sviluppo. Pio XI, nel 1925, le affida la gestione amministrativa dell'Osservatore Romano. I primi Paolini realizzano scelte innovative che riguardano gli aspetti sociali della vita. Vengono create scuole professionali, un circolo giovanile di cultura, una biblioteca, un cinematografo, una mensa economica, un segretariato del popolo e una casa per le ragazze madri. L'apostolato della Compagnia si traduce così in una serie di iniziative corrispondenti ai bisogni del popolo, al fine di dare un'impronta cristiana non solo al singolo, ma all'intera società.

## La stampa e il Turismo
Nel 1925 si inizia ad avvertire anche la necessità di una sistematica organizzazione cattolica per i pellegrinaggi, in quanto la Compagnia di San Paolo aveva iniziato la sua esperienza due anni prima con “L'Opera Cardinal Ferrari dei pellegrinaggi” e in seguito chiamata Pellegrinaggi Paolini, attività che mira ad avvicinare il maggior numero di persone alla fede. Un ulteriore settore di interesse per l'apostolato sociale della Compagnia è la stampa.
Nel '24 nasce “La Festa” e viene acquisito “L'Avvenire d'Italia”.

## Dimensione internazionale
Si sviluppa anche la "dimensione universale” dell'Organizzazione che si espande in Italia a Venezia e Genova, raggiunge Gerusalemme, Parigi, poi il Sud America (Argentina, Uruguay, Cile, con case in Buenos Aires, Córdoba, Rosario, Montevideo, Santiago), e infine gli Stati Uniti (Washington, New York). Il 30 giugno 1950 la Compagnia di San Paolo ottiene, da papa Pio XII, il riconoscimento di Istituto Secolare di diritto pontificio, arrivando con questa natura giuridica agli anni del Concilio Vaticano II.

## La Compagnia in America
Il primo gruppo della Compagnia di San Paolo, un sacerdote, tre paolini e cinque paoline, accompagnati da Don Giovanni Rossi, arriva a Buenos Aires nel 1927. Subito pongono le basi della Obra Cardenal Ferrari, iniziando un fervido lavoro sociale e apostolico. Nel 1957 il numeroso e attivo gruppo paolino di Buenos Aires inizia la propria attività di apostolato anche nel Cile, oggi viva realtà della Compagnia, presente a Santiago, los Angeles e a Puerto Mont. La Compagnia di San Paolo giunge negli Stati Uniti nel 1957 con tre paolini provenienti dal Sud America. Si inizia l'attività a Washington con un pensionato universitario e poi ci si estende a New York dove oggi il nucleo paolino prosegue la sua attività in istituzioni private e pubbliche, con particolare attenzione al reinserimento dei carcerati nella vita sociale.
Centro della Compagnia di San Paolo, White Plain (Stato di New York) dove opera la Siloam Cooperative che si occupa di problemi sociali della Famiglia e dove si ritrovano tutti i membri della Compagnia per incontri, preghiere e Celebrazioni Eucaristiche, provenienti da New York, Washington e Corpus Christi in Texas.

## La Compagnia di San Paolo e il segreto della tomba di Evita Peron
Dopo il colpo di Stato argentino del 1955 contro il generale Juàn Domingo Peròn, il cadavere di Maria Eva Duarte di Peron (imbalsamato) fu affidato alla compagnia di San Paolo e trasferito in Italia. Fu seppellito nel cimitero di Musocco, a Milano, sotto il nome di "Marìa Maggi, vedova Magistris". Nel 1970 il generale Pedro Eugenio Aramburu, venne sequestrato e ucciso dall'organizzazione terrorista "montoneros", che chiedeva in cambio della sua liberazione la restituzione della salma di Evita. Solo i superiori della CSP conoscevano il luogo esatto che per 14 anni custodì la tomba della donna, che diventò un mito per la storia del continente.
Tomas Eloy Martinez, nel suo celebre romanzo Santa Evita, descrisse don Giulio Madurini come il sacerdote custode di uno dei segreti più drammatici dell'Argentina.
Nel 1973, a Madrid, lo stesso Giulio Madurini (allora Presidente della Compagnia di San Paolo) consegnò a Peròn il corpo di Eva.

## Il carisma paolino
Il carisma paolino viene specificato nell'articolo 2 delle nuove costituzioni. "La compagnia di San Paolo si propone di elevare umanamente e di animare di spirito evangelico la vita e le attività sociali e individuali. I suoi membri attenti alle necessità e alle istanze dei loro contemporanei, operano sia comunitariamente che individualmente, con spirito di novità e di servizio, secondo l'esempio di San Paolo fattosi tutto a tutti".
La spiritualità della Compagnia promana dall'insegnamento e dalla vita dell'apostolo delle genti e, fedele all'intuizione originaria, è animata dalla piena disponibilità alla volontà di Dio interpretata attraverso i segni dei tempi alla luce del Vangelo.

## I rapporti con la Santa Sede
In momenti diversi della sua storia, l'istituto fu commissariato con la presenza di delegati pontifici come il cardinale Arcadio María Larraona Saralegui nella decada del quaranta e recentemente dal Cardinale Arcivescovo Francesco Coccopalmerio nella seconda metà degli anni novanta.
Nella sua esperienza storica di poco più di un secolo, la CSP ha avuto diversi statuti ad sperimentum; lo statuto approvato il 10 gennaio 2000 aveva permesso all'Assemblea generale, svoltasi a Santiago del Cile, di nominare presidente della Compagnia un membro della sezione femminile.
Nel 2010 la Congregazione per religiosi e vita consacrata invitò l'istituto a ripensare e a ridefinire la sua natura giuridica e a riformare l'attuale costituzione. Con un decreto .Prot.n.I.S 6504-a/12 della medesima congregazione per gli istituti di vita consacrata e le società di vita apostolica approvato il 14 di settembre 2012 la Santa Sede consegnava in dono ai membri della CSP le ultime costituzioni rinnovate.
Attualmente la CSP è costituita da due sezioni: una schiera laicale (uomini e donne) e una schiera di sacerdoti e di membri associati. I paolini singolarmente sono impegnati nell'ambito della cultura, della politica, della vita sociale, ognuno all'interno del proprio ambito professionale.
Le nuove costituzioni della CSP furono approvate dalla Congregazione per gli istituti di Vita consacrata e le Società di vita Apostolica il 14 di settembre 2012 con il Decreto Prot.n.I.S 6504-A/12.

## I presidenti della Compagnia di San Paolo
- Don Giovanni Rossi (1921 – 1932): considerato il fondatore storico.
- Don Giovanni Penco (1932 – 1940).
- Commissario pontificio: Cardinale Emm. Rev. cardinale Arcadio María Larraona Saralegui (1940 - 1945)
- Don Ercole Gallone (1945 – 1956).
- Don Ulderico Pasquale Magni (1956 – 1965).
- Don Giulio Madurini (1965 – 1983).
- Don Roberto Osculati (1983 – 1988)
- Don Pierluigi Boracco (1988 – 1995) –
- Commissario pontificio (1995 – 2006): ecc. Rev. Mons. Francesco Coccopalmerio
- Dottoressa Sara Ponte (2006 - 2009)
- Don Carlo Azzimonti  (2009 - 2012) Assistente religioso - Commissario Pontificio.
- Dottoressa Paola Segato (2012 - 2016)
- Don Luciano Mainini (2016 - 2020)
- ecc.Rev Mons Francesco Giovanni Brugnaro (Assistente  Apostolico) 2021
- Eleonora Scolastico (2024-